# ابن وراق
ابن وراق ولد عام 1946، هو الاسم الحركي للمؤلف العلماني من أصل باكستاني ومؤسس المعهد العلماني للمجتمع المسلم كما أنه عضو في زمالة البحوث العليا في مركز التحقيق وحيث يركز في دراساته على النقد القرآني. يعتبر نقد وراق للإسلام من قبل أغلب الباحثين في التاريخ الإسلامي سجاليًا وتعديليًا على التاريخ ويفتقر للخبرة، في حين أن آخرين مدحوه واصفين إياه بأنه مبحوث جيداً ودقيق في أغلبه.

## تعليمه وبداية حياته
ولد ابن ورَّاق في الهند البريطانية وهاجرت عائلته بعد فترة وجيزة إلى باكستان المستقلة حديثاً عن الهند في عام 1947، وماتت أمُّه وهو مايزال رضيعاً، في صغره درس اللغة العربية والقرآن كحال جميع الشباب المسلمين، حدثت النقلة النوعيَّة في حياة ابن وراق عندما قرَّر والده إرساله إلى مدرسة داخلية في بريطانيا مخالفاً بذلك رأي الجدَّة التي كانت تريد تنشأته على الطريقة الإسلاميَّة، بعد سفره إلى بريطانيا لم يرً والده إلَّا مرَّة واحدة، وتوفي الأب عندما كان ابن وراق بعمر الرابعة عشرة من عمره، لاحقاً وصف ابن ورَّاق نفسه بأنَّه كان خجولاً وانطوائيَّاً خلال فترة شبابه.
بعمر التاسعة عشرة انتقل ابن ورَّاق إلى جامعة أدنبرة في اسكتلندا، ودرس الفلسفة واللغة العربيَّة تحت إشراف الباحث والمستشرق وليام مونتغمري واط، وبعد تخرُّجه عمل في التدريس في إحدى مدارس لندن لمدة خمس سنوات، انتقل بعدها إلى فرنسا مع زوجته عام 1982، وافتتح مطعماً للمأكولات الهنديَّة وزاول العديد من المهن فيها.

## أعماله وكتاباته
خلال الضجة الكبيرة التي رافقت قضيَّة سلمان رشدي، لاحظ ابن ورَّاق أنَّ هناك الكثير من الانتقادات والكتابات النقدية الموجَّهة للمسيحية واليهودية ولكن ليس الإسلام، لأنَّ الدين الإسلامي برأي ابن ورَّاق يسيطر على كلِّ جانب من جوانب حياة الإنسان ولا يتركُ مجالاً للتفكير الحر المستقل، وتفاجأ عندما انتقد كثيرٌ من مثقفي الغرب رشدي وتخاذلوا في الدفاع عنه بدلاً من دعمه ودعم حريَّة التعبير التي يُمثِّلها، لهذه الأسباب بدأ ابن ورَّاق في الكتابة في العديد من المجلَّات مثل مجلة التفكير الحر، المجلة الإنسانيَّة العلمانيَّة الأمريكيَّة حول مواضيع مثل لماذا لستُ مسلماً، وتحدَّث في أكثر من مناسبة عن حقوق الإنسان وعن الديمقراطيَّة في الإسلام وأكَّد أنَّ تعاليم الإسلام تتعارض مع حقوق الإنسان خصوصاً عندما يتعلَّق الأمر بمعاملة النساء ومعاملة غير المسلمين، وأعرب عن قلقه حول الحريَّة الدينيَّة في الإسلام، وقال: في الإسلام ليس لديك الحق في ترك دينك لأنك قد وُلِدت مسلماً، وترك هذا الدين يعني الردة وعقابها الإعدام.
واصل ابن ورَّاق كتابة العديد من الأعمال التي تبحث في تاريخ القرآن وشخصية النبي محمد، فيما ناقش في كتب أخرى انتشار القيم الإنسانيَّة ومبادئ العلمانيَّة في صفوف المسلمين، وظهر في هذه الفترة كتابه أصل القرآن الذي جمع فيها العديد من المقالات الكلاسيكيَّة حول الكتاب المُقدَّس في الإسلام، وضمَّنه عدداً من أفكار ودراسات تيودور نولدكه، وفي عام 2005 عمل مع كريستوف لوكسنبرغ في كتاب يقارن بين التفسير السرياني والتفسير العربي للنصوص القرآنية، وشارك في عام 2006 مع العديد من المتخصِّصين الآخرين في مؤتمر بيم فورتاين عن الإسلام الذي عقد في لاهاي، وفي مارس 2006 نشر بالاشتراك مع 11 شخصيَّة أخرى أبرزهم سلمان رشدي خطاباً ينتقد الاحتجاجات العنيفة والدامية التي شهدها العالم الإسلامي بعد نشر الرسوم المسيئة للنبي محمد في بعض المجلَّات.
يصف ابن ورَّاق نفسه بأنَّه لا ديني، ومع ذلك فهو يناقش المواضيع الإسلاميَّة على وجه التحديد، وهو مؤسِّس معهد علمنة المجتمع الإسلامي، ورغم أنَّه ينتقد الإسلام ولكنَّه يعتقد أنَّه قابل للإصلاح ويتعاون مع المسلمين الليبراليين في معهده لتحقيق ذلك ، كما أنَّه يصف نفسه في كثيرٍ من الأحيان بأنَّه ملحد.
لاحقاً ظهرت مقالات ابن وراق في جرائد ومجلَّات هامة مثل وول ستريت جورنال الأمريكية والغارديان البريطانية، وخاطب العديد من الهيئات الحكومية والمنظمات العالمية بما في ذلك منظمة الأمم المتحدة في جنيف ، وشارك في العديد من المؤتمرات العالميَّة المعنيَّة بالشأن الإسلامي منها: مؤتمر سان بطرسبرغ الذي عقد في عام 2007 الذي دعا حكومات العالم لرفض الشريعة الإسلاميَّة والمحاكم الدينيَّة الإسلاميَّة ومعارضة أحكام الردة والتكفير لأنَّها تنتهك المادة 18 من الإعلان العالمي لحقوق الإنسان، ومؤتمر لندن الحواري عام 2007 أيضاً.

## عُزلته وتخفِّيه
قبل عام 2007 كان ابن ورَّاق يرفض إظهار وجهه بشكل علني بسبب مخاوف على سلامته الشخصية وبسبب رغبته في السفر لرؤية عائلته في باكستان دون أن يُمنع من دخول الدول الإسلامية، وكذلك تمَّ حجب صورة وجهه على موقع معهد علمنة المجتمع الإسلامي

## قائمة بأهم أعماله
- لماذا لست مسلماً، دار بروميثيوس، 428 صفحة، عام 1995
- أصول القرآن: مقالات كلاسيكيَّة حول الكتاب المُقدَّس في الإسلام، دار بروميثيوس، 420 صفحة، عام 1998
- البحث عن محمد من الناحية التاريخية، دار بروميثيوس، 554 صفحة، عام 2000
- ماذا يقول القرآن حقَّاً، دار بروميثيوس، 600 صفحة، عام 2002
- ترك الإسلام، دار بروميثيوس، 320 صفحة، عام 2003
- لماذا الغرب أفضل، دار إنكاونتر، 286 صفحة، عام 2011
- المسيحيَّة في القرآن، دار بروميثيوس، 805 صفحات، عام 2014
- الإسلام كما يراه الإرهاب الإسلامي، دار نيو إنيغليش، 396 صفحة، عام 2017